# Musique classique des États-Unis
La musique classique des États-Unis désigne la musique classique composée aux États-Unis à partir du XVIIe siècle jusqu'aux différents courants de la musique contemporaine américaine.

## Histoire

### Origine
Les premières traces de musique interprétées par les colons sur le sol américain sont des cantiques et des psaumes religieux d'origine protestante entendus dès les années 1570 en Caroline du Nord et en Californie. Vers 1620, les pèlerins du Mayflower introduisent en Nouvelle-Angleterre la tradition du chant choral qui va se développer dans les colonies du nord durant les XVIIe siècle et XVIIIe siècle. Dans les colonies du sud on joue les musiques inspirées de danses françaises et anglaises. En 1712 est publié l’Introduction au chant des psaumes de John Tufts, premier recueil contenant des musiques composées en Amérique. En 1735 est donné en représentation le premier opéra. En 1743 en Pennsylvanie, le premier orchestre symphonique est créé ainsi que la première société musicale. L'un des premiers compositeurs natifs du sol américain fut James Lyon, qui composa un recueil de psaumes en 1762 sous le titre de Urania ; plus connu fut William Billings autre compositeur de musique chorale, actif à Boston dont le New England Psalmsinger connut une grande vogue. En 1766 est fondée à Charleston en Caroline du Sud la société Sainte Cécile, première société musicale à  organiser des concerts privés par abonnement, qui fait jouer entre autres les musiques de Carl Friedrich Abel, Johann Christian Bach, Joseph Haydn, ou Wolfgang Amadeus Mozart.

### Début duXIXesiècle

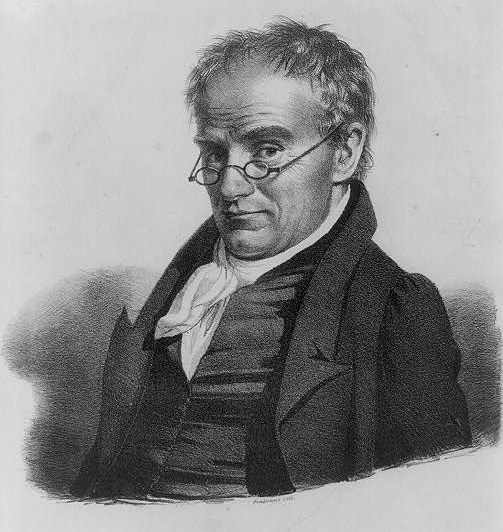
Anthony Philip Heinrich premier compositeur à utiliser la musique traditionnelle des amérindiens dans ses compositions

De la guerre d'indépendance jusqu'au début du XIXe siècle, Philadelphie devient le centre musical des États-Unis, où se développe une grande activité musicale, notamment sous l'impulsion de l'organiste anglais Alexander Reinagle, qui organise plusieurs « city concerts ». Il fut également directeur musical du théâtre de Philadelphie. Le londonien James Hewitt compose le premier opéra sur le sol américain en 1794, intitulé Tammany, et se fait connaître avec la sonate pour piano intitulée La bataille de Trenton, dédiée au président Washington. En 1818 Anthony Philip Heinrich, originaire de Bohème, fut l'un des premiers musiciens avant Dvořák à défendre la création d'une musique usant d'idiomes authentiquement américains, et dégagée des influences européennes. Après s'être isolé pendant un an à Bardstown dans le Kentucky et avoir côtoyé une tribu d'indiens, il s'intéressa à la musique traditionnelle amérindienne et l'employa dans ses compositions. Comme chef d'orchestre, il fut le premier à diriger des œuvres symphoniques de Beethoven aux États-Unis. Lowell Mason, organiste et banquier fit paraître en 1821 un recueil de musique religieuse et fut le promoteur de l'enseignement de la musique aux États-Unis, en fondant l'Academy of Music of Boston.
En 1842 est créé l'Orchestre philharmonique de New York.

### Seconde moitié duXIXesiècle

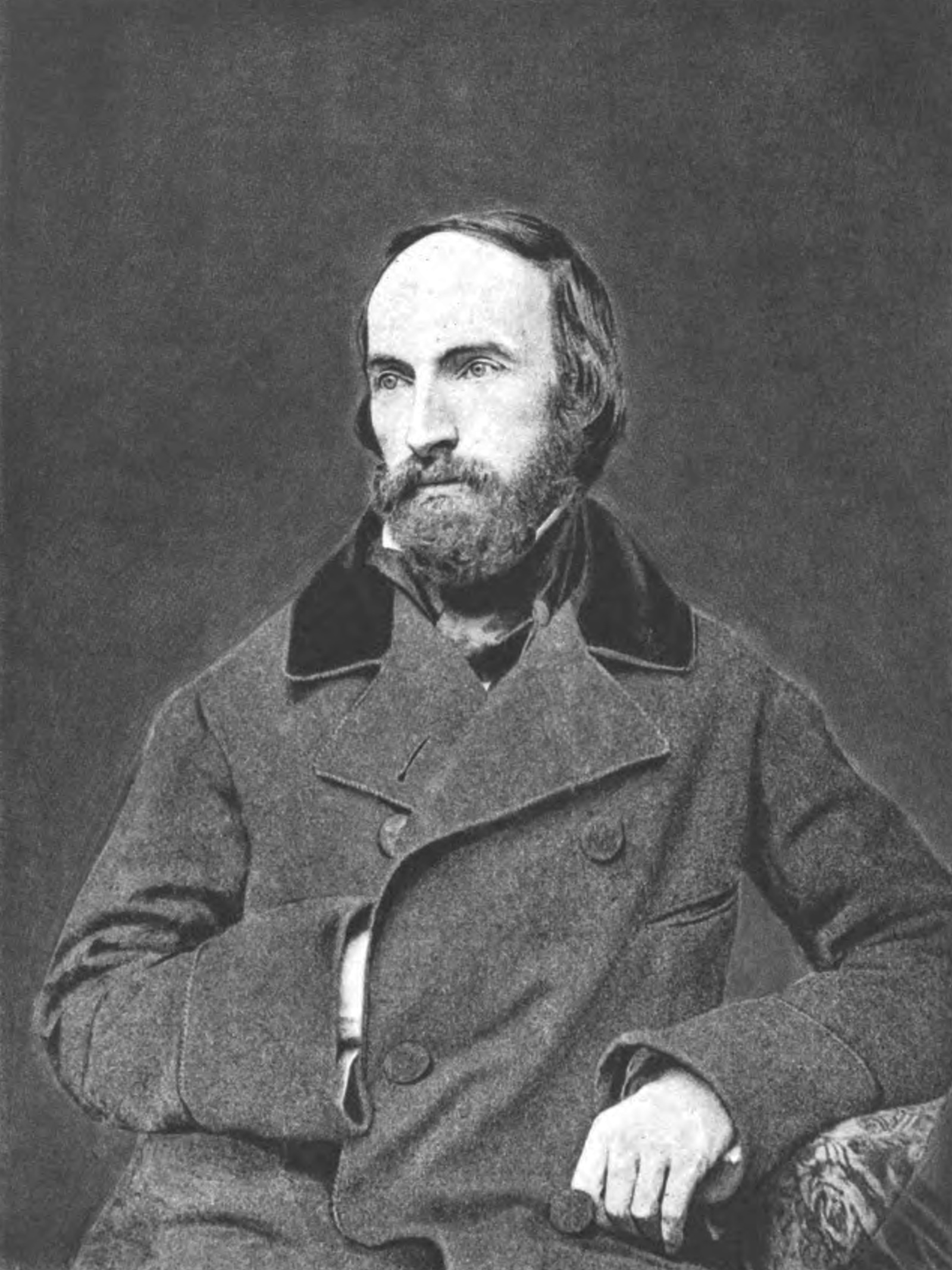
William Henry Fry daguerréotype contemporain

La seconde moitié du XIXe siècle voit apparaître plusieurs courants musicaux, en plus de la musique religieuse déjà présente depuis le XVIIe siècle. Le domaine lyrique connaît ses premières œuvres composées par des Américains dont le langage est encore influencé par l'opéra italien. William Henry Fry (en) écrit le premier opéra américain Leonora suivi par celui de George Frederick Bristow (en) Rip van Winkle.
Les États-Unis reprennent aussi le langage musical de l'école germanique, plusieurs compositeurs comme John Knowles Paine se forment en Allemagne. L'organiste Dudley Buck compose des oratorios inspiré par le Wagnérisme. À cette époque apparaissent aussi des compositeurs classés comme indépendants, parce qu'ils ne se rattachent à aucune école musicale. C'est le cas de Louis Moreau Gottschalk compositeur et pianiste virtuose, dont le langage fut inspiré par les musiques créoles de La Nouvelle-Orléans, qui donne des concerts itinérants dans tout le pays, et s'expatria en Amérique du Sud après la Guerre de Sécession. Sidney Lanier, poète et musicien mort prématurément de la tuberculose, a laissé une œuvre musicale considérée comme originale, mais qui ne fut pas reconnue de son vivant et éclipsée par son œuvre poétique. Autre musicien mort prématurément, Stephen Foster fut l'un des plus prolifiques compositeurs de mélodies populaires.
Le 23 octobre 1883 est inauguré le Metropolitan Opera de New York.
La nomination de 1892 à 1895, d'Antonín Dvořák comme directeur du Conservatoire national de New York amena celui-ci à déplorer l'influence de la suprématie esthétique allemande qui prévalait dans l'enseignement musical, il encouragea ses élèves et les compositeurs américains en général de s'inspirer des musiques populaires et indigènes afin de faire une musique authentiquement américaine.
Toutefois quelques compositeurs n'ont pas attendu Dvořák pour tenter une expression plus américaine dans leurs œuvres, comme ce fut le cas d'Edward MacDowell formé en Europe. Sa musique de style post-romantique emprunte à la musique des indiens d'Amérique et au folklore irlandais.

#### École de Boston

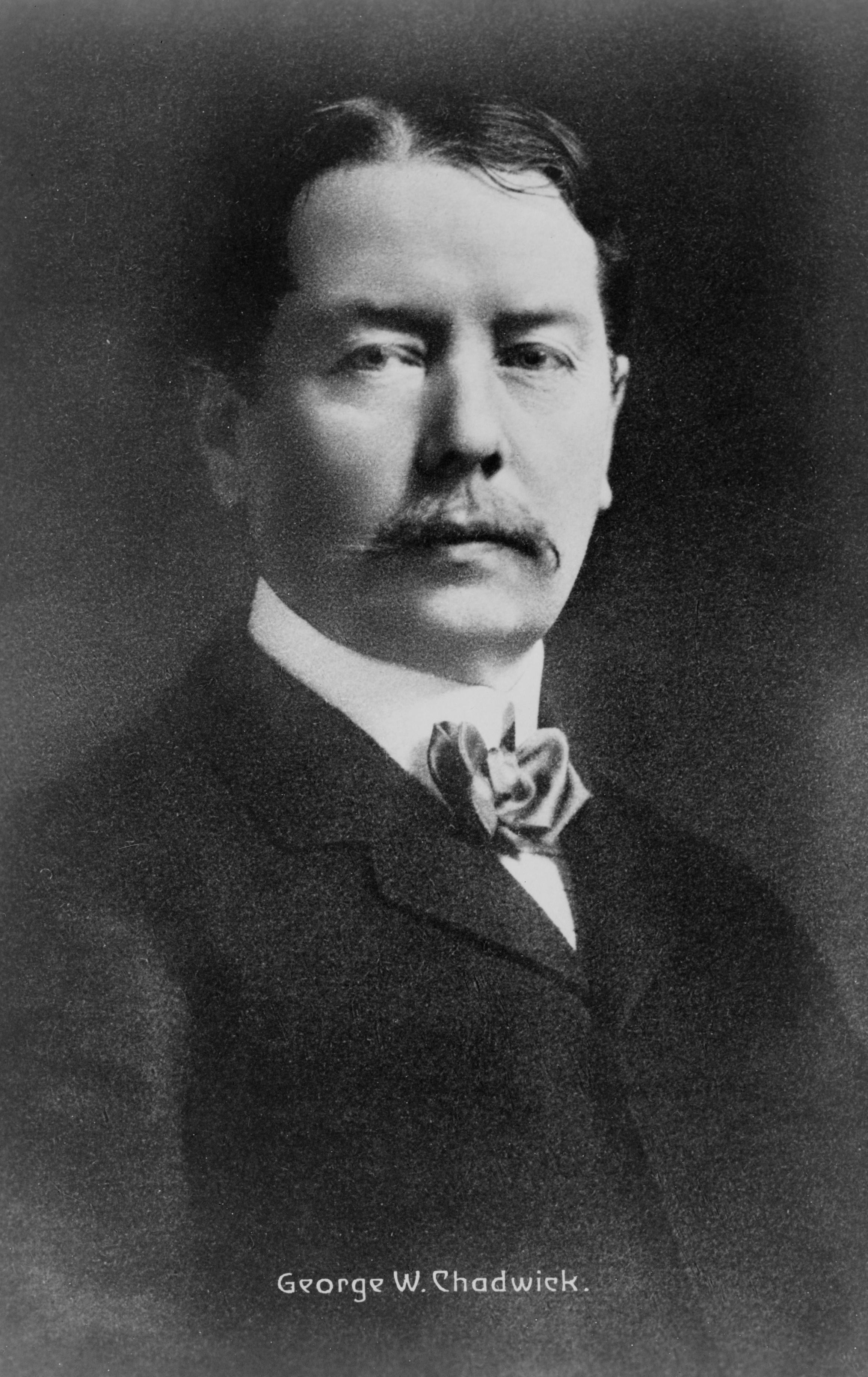
George Chadwick un des représentants de l'école de Boston

De la fin du XIXe siècle à la Première Guerre mondiale, un groupe de compositeurs et enseignants de la musique, regroupés sous le nom d'École de Boston (en anglais Second New England school pour la différencier de la First New england School qui désigne les suiveurs de William Billings), domine la vie musicale classique des États-Unis. Bien que n'ayant pas fondé ce groupe l'influence de John Knowles Paine fut à l'origine de sa constitution. George Chadwick, Arthur Foote, Horatio Parker, Amy Beach (la première femme compositeur aux États-Unis) et Daniel Gregory Mason en furent les principaux représentants. Ils avaient en commun d'être originaire de la Nouvelle-Angleterre, d'avoir fait leurs études musicales en Europe (excepté Arthur Foote) et de composer et enseigner selon l'esthétique musicale germanique.

### Différents courants auXXesiècle
Le XXe siècle est considéré par les historiens de la musique des États-Unis comme celui où s'affirme une identité musicale américaine indépendante de l'influence européenne. La première moitié du siècle est principalement représentée par les figures de Charles Ives, George Gershwin et Aaron Copland qui symbolisent trois styles différents mais ayant en commun d'être spécifiquement américains.
La seconde moitié du siècle est représentée par Elliott Carter, John Cage  figure principale de l'école de New York et de la deuxième avant-garde musicale américaine, et Philip Glass, un des plus célèbres représentants de la musique minimaliste.

#### Première avant-garde (1920-1940)

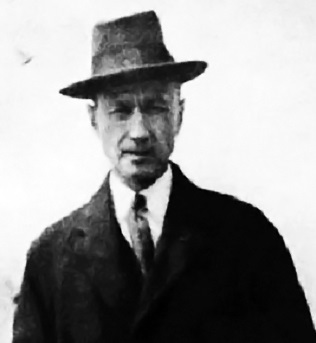
Charles Ives en 1912

Charles Ives est considéré comme le père de la musique américaine moderne, le premier compositeur à avoir utilisé un langage spécifiquement américain dans sa musique, mais son isolement ne le fera reconnaître par le milieu musical américain qu'en 1927 quand il rencontre le compositeur moderne Henry Cowell. Cowell promeut la musique moderne américaine avec sa revue New Music où il publie des pièces de Carl Ruggles ou Wallingford Riegger. Edgar Varèse fonde en 1927 la Pan American Association qui faisait la promotion de la musique expérimentale américaine et dont les membres outre Varèse et Cowell qui codirigeait l'association, étaient Ruggles, Ives et le compositeur mexicain Carlos Chavez.
Un autre musicien aura un rôle important au sein de ce groupe, le chef d'orchestre Nicolas Slonimsky, qui à la tête de l'orchestre de chambre de Boston va jouer et faire connaître la musique d'avant-garde aux États-Unis et en Europe, à Paris, Berlin ou Budapest.

#### Influence de Nadia Boulanger
À partir des années 1920, plusieurs jeunes musiciens vinrent au Conservatoire américain de Fontainebleau se former auprès de Nadia Boulanger dont l'influence sur la musique moderne américaine fut déterminante en faisant découvrir les œuvres du groupe des six et d'Igor Stravinsky. Aaron Copland fut son premier élève, suivi de Roy Harris et Walter Piston qui seront parmi les principaux représentants du courant américaniste et néo-classique. Roger Sessions se tourna vers un style influencé par l'école de Vienne, Virgil Thomson, qui fut le premier compositeur américain à s'intéresser à la musique de Satie et Elliott Carter, passa brutalement en 1959 d'une écriture néo-classique vers une musique au langage original employant un système de modulations métriques.
Philip Glass fut l'un des derniers compositeurs américains à se former auprès de Nadia Boulanger,.

#### George Gershwin et le Jazz symphonique

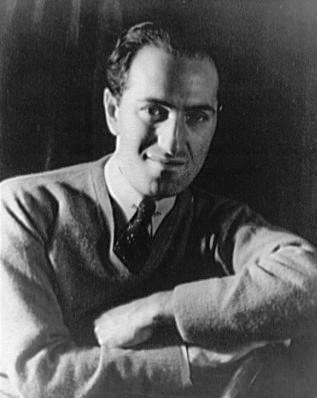
George Gershwin

George Gershwin est l'un des premiers compositeurs américains à accéder à la reconnaissance en Europe, avec son jazz symphonique, genre musical introduit à partir de 1924 et dont il est le plus célèbre représentant. Sa Rhapsody in Blue lui vaudra l'admiration de Maurice Ravel, Jacques Ibert et Arnold Schoenberg. Pour André Gauthier, Gershwin est le seul compositeur américain à avoir « défini son pays dans une syntaxe originale ».
Bien avant Gershwin, d'autres compositeurs avaient utilisé des syntaxes issues du jazz et du ragtime, comme Charles Ives à partir de 1902 avec ses Three Ragtime dances, John Alden Carpenter en 1915 avec son Concertino pour piano et orchestre, et l'auteur de ragtime Scott Joplin, premier afro-américain à aborder le genre de l'opéra avec son œuvre Treemonisha composée en 1917. De structure classique, il fait appel à plusieurs reprises au rythme et aux sonorités du ragtime.

#### Compositeurs afro-américains
La communauté afro-américaine a donné plusieurs compositeurs dont le plus connu demeure William Grant Still, élève de George Chadwick et d'Edgar Varèse, qui s'inspira de la culture afro-américaine pour ses œuvres et dont la première symphonie était intitulée Afro-American Symphony. Howard Swanson, né à Atlanta, élève de Nadia Boulanger, verra sa Short Symphony créée par Dimitri Mitropoulos dirigeant le philharmonique de New-York.

#### Reconnaissance européenne et immigration

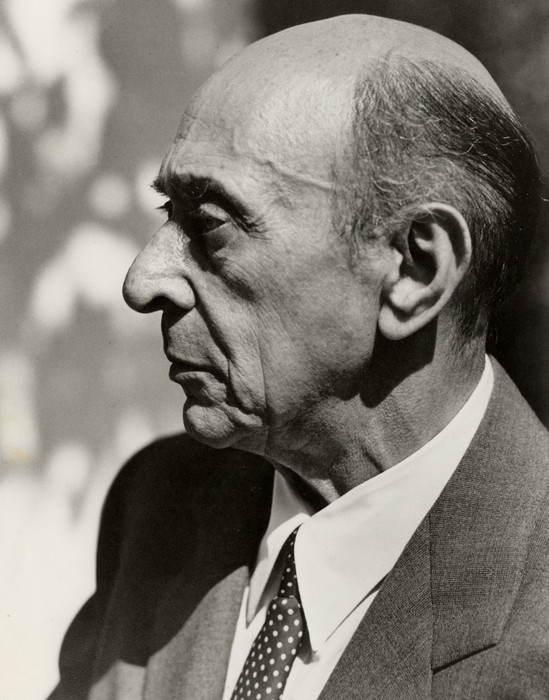
Arnold Schoenberg photographié en 1948. Il est naturalisé américain en 1941

Le monde musical européen découvre la musique classique des États-Unis dans les années 1920, outre Gershwin, un autre compositeur est remarqué, George Antheil, qui s'installe à Paris et côtoie le mouvement Dada. Il connaît un succès de scandale avec son œuvre expérimentale Ballet mécanique  créée le 19 juin 1926, au théâtre des Champs-Élysées, en utilisant entre autres pour cette œuvre un moteur d'avion, il se situe dans la mouvance des bruitistes italiens.
À partir des années 1930, à la suite de l'avènement du nazisme et de la Seconde Guerre mondiale qui s'ensuit, plusieurs compositeurs et musiciens européens comme Arnold Schönberg, Paul Hindemith, Kurt Weill, Igor Stravinsky, ou Béla Bartók, viennent se réfugier aux États-Unis. Installé sur la côte ouest en 1934, Schönberg va enseigner le sérialisme comme professeur de composition à l'University of Southern California.

### Époque contemporaine

#### Samuel Barber et le néo-romantisme

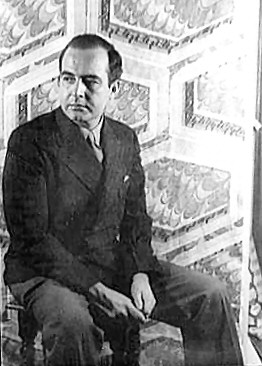
Samuel Barber en 1944

Prix de Rome en 1935 Samuel Barber accède à la reconnaissance quand Arturo Toscanini créé  son Adagio pour cordes qui en fait le plus célèbre représentant du courant néo-romantique américain. Son ainé Howard Hanson surnommé « le Sibelius américain » revendiqua cette esthétique qu'il opposait à la musique moderne qu'il qualifiait de « musique à sang froid » car elle n'est pas basée sur l'émotion. Ce courant musical est encore représenté de nos jours par John Corigliano et le compositeur de musique de film John Williams.

#### Cage et la deuxième avant-garde
Comme auparavant avec Nadia Boulanger, l'enseignement d'Arnold Schoenberg est déterminant sur la musique américaine. Parmi ses élèves le plus important est John Cage chef de file de la seconde avant-garde américaine, qui s'éloigne du sérialisme pour évoluer vers un langage musical influencé par les percussions orientales et le Yi Jing, qui lui inspire le concept d'indétermination introduisant le hasard dans la composition. Ses expérimentations aboutissent en 1949 aux Sonates et interludes pour piano préparé, une de ses œuvres les plus connues, où il transforme le piano en instrument à percussion par l'ajout dans son mécanisme d'objets hétéroclites tel une gomme ou un écrou, dont l'emplacement et la nature affectent le son selon l'endroit où ils sont positionnés.
Les jeunes compositeurs qui vont le rejoindre pour constituer l'École de New York, sont David Tudor, Morton Feldman, Christian Wolff et Earle Brown.

#### Compositeurs indépendants
L'une des particularités de la musique américaine est de comprendre des compositeurs dont l'écriture musicale par leur éclectisme ou leur originalité ne les rattachent à aucune école ou groupe artistique précis. Ils ont été réunis sous l'expression d'« American Mavericks » et comprennent des individualités aussi différentes que Harry Partch pionnier de la musique microtonale, Conlon Nancarrow connu pour ses compositions sur piano mécanique, George Crumb, Carl Ruggles ou Henry Brant. Elliott Carter est l'un des compositeurs indépendants parmi les plus importants, qui développe à partir des années 1950 un langage très personnel, se démarquant à la fois des techniques de l'avant-garde, du post-sérialisme, de l'utilisation de l'aléatoire ou de l'électronique, et des courants américains de la musique minimaliste ou du jazz symphonique.
Le chef d'orchestre Michael Tilson Thomas leur consacre en 2001 un festival pour présenter la diversité de leur musique.

#### Post-seriels américains
Alors qu'en Europe dans les années 1950 le post sérialisme s'impose notamment à travers l'influence de l'école de Darmstadt, aux États-Unis, à l'instar des autres styles musicaux, le dodécaphonisme n'occupera pas de position dominante, et le paradoxe veut que la période américaine de Schoenberg, qui introduisit ce langage musical dans le pays, soit marquée par un retour à la tonalité. Après sa mort, un autre compositeur récemment naturalisé américain, Igor Stravinsky va adopter cette technique musicale. Les principaux représentants américains du post-sérialisme sont Wayne Barlow qui fut l'élève de Schoenberg, Milton Babbitt et George Rochberg. L'école américaine sérielle a cherché à se détacher de l'héritage Viennois en essayant des approches plus libres du dodécaphonisme, en le combinant par exemple avec l'écriture tonale, comme l'ont fait Harrison Kerr et Ross Lee Finney.

#### Leonard Bernstein et la diffusion de la musique américaine

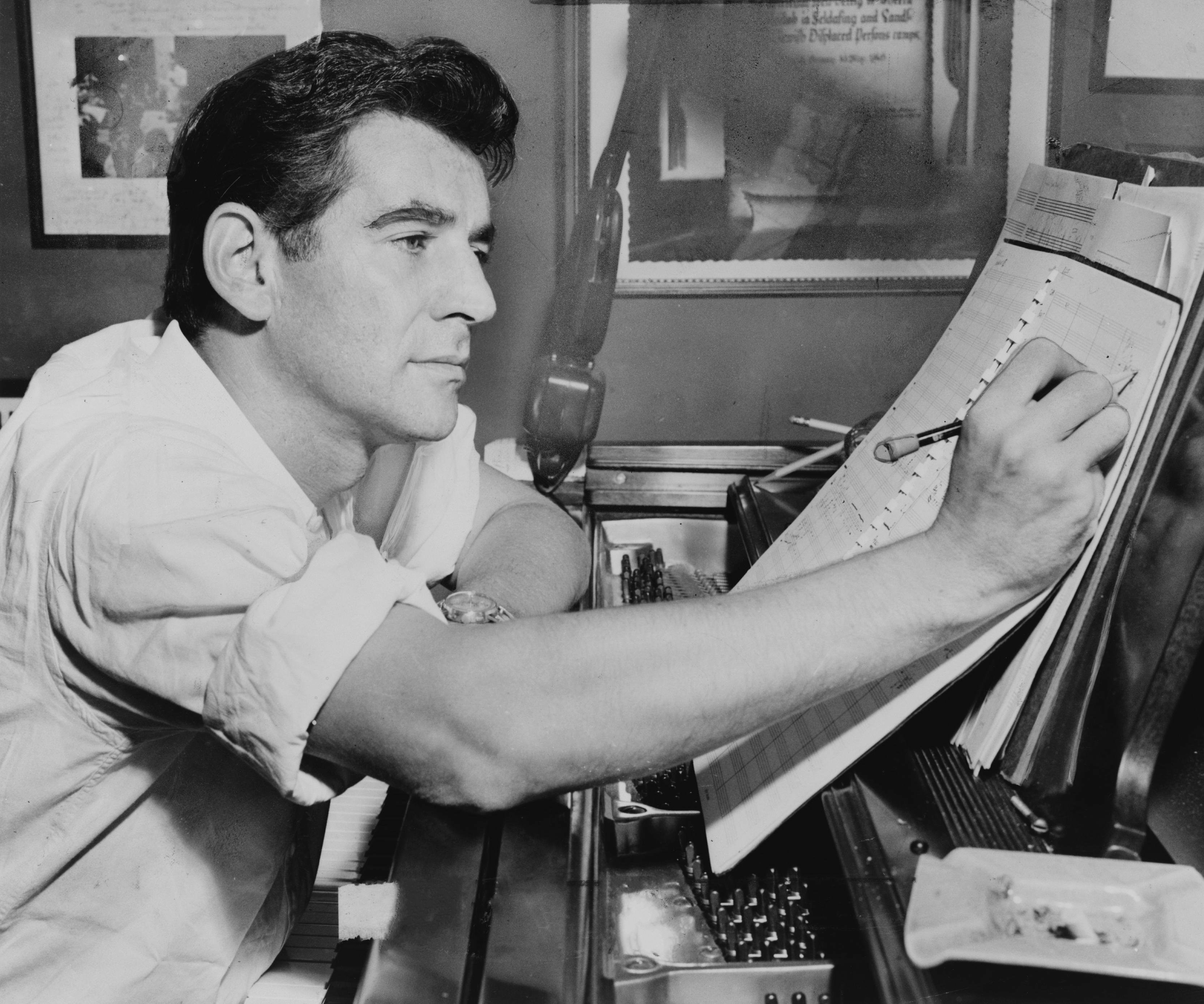
Leonard Bernstein en 1955

À partir des années 1950 avec l'essor de l'industrie du disque, le développement de la radio et l'apparition de la télévision, la musique américaine connait une plus large diffusion notamment par l'initiative de labels qui proposent des collections consacrées aux compositeurs américains tels Mercury Records dont la collection Living presence fait découvrir les œuvres de Chadwick, Samuel Barber, Virgil Thomson, Morton Gould ou Henry Cowell par Howard Hanson dirigeant l'Eastman Rochester Orchestra.
En 1958 en prenant la tête de l'Orchestre philharmonique de New York, succédant ainsi à des générations de chefs originaires d'Europe dont Serge Koussevitzky, Arturo Toscanini et Dimitri Mitropoulos, Leonard Bernstein devient le premier chef d'orchestre né aux États-Unis titulaire d'un orchestre américain d'envergure internationale. S'il n'est pas le premier chef à promouvoir la musique américaine (Toscanini et Koussevitsky ont commandé des œuvres à Samuel Barber ou Aaron Copland), il est celui qui mettra le plus d'enthousiasme à défendre la musique de son pays notamment par ses enregistrements, et en organisant une série de concerts télévisés dans le cadre des Young People's Concerts, émission qui popularise la musique classique auprès des téléspectateurs. Son répertoire très varié ira de Charles Ives (dont il crée la symphonie n° 2) à Lukas Foss en passant par Copland, Schuman, Carter et Shuller.
Comme compositeur il se situe dans la continuation du jazz symphonique de Gershwin avec ses comédies musicales  On the Town et West Side story et son ballet Fancy Free, et dans le courant du symphonisme néo-classique, sous l'influence d'Aaron Copland, avec ses trois symphonies.

#### Électroacoustique et musique sur bande
Au début du siècle, Edgar Varèse, un compositeur français qui émigre aux États-Unis en 1915, à 32 ans, s'intéresse à l'emploi d'instruments qui pouvaient produire de nouvelles sonorités. Il contacte la fondation Guggenheim pour financer la construction d'un studio de musique électronique en 1933, et compose en 1934 Equatorial qui utilise le Theremine instrument générateur d'ondes inventé par Léon Theremin. L'ingénieur russe construira aussi pour Henry Cowell le Rythmicon, un instrument capable de produire une grande variété de combinaisons rythmiques.
En 1946 le musicien de Jazz Raymond Scott fonde le Manhattan Research, premier studio constitués essentiellement d'instruments électronique.
Le 28 octobre 1952, Otto Luening et Vladimir Ussachevski de l'université Columbia se produisent au Museum of Modern Art de New-York avec Fantasy in Space une composition pour bandes magnétiques. Ils fondent en 1958 le Columbia-Princeton Electronic Music Center le centre de recherche en musiques électroniques le plus développé  à l'époque. Leurs travaux associent des compositeurs comme Roger Sessions et Milton Babbitt qui compose en 1964 Ensembles for synthesizer avec le synthétiseur du centre le RCA Mark II.
Richard Maxfield qui travailla avec John Cage, compose des œuvres purement électroniques et s'inspire aussi de la musique concrète. Il enseigne la musique électronique au New School for Social Research de New-York, et compte parmi ses élèves La Monte Young avec lequel il participe aux concerts de musiques électroniques donnés chez Yoko Ono.

#### Émergence des musiques conceptuelles
Dans la lignée des voies ouvertes par John Cage à l'expérimentation radicale, une génération de compositeurs intéressés par l'interdisciplinarité, le renouvellement du langage musical et l'utilisation de techniques non-traditionnelles, émerge vers la fin des années 1960. L'émergence des musiques conceptuelles, basée sur l'exécution d'actions se rapprochant du théâtre musical où se rencontrent les influences du dadaïame, de la littérature et des nouvelles technologique, donne naissance une série d'œuvres diffusées à travers le groupe Fluxus, fondé par l'artiste interdisciplinaire Georges Maciunas vers 1961. Fluxus regroupe notamment des compositeurs interdisciplinaires comme Nam June Paik, Philip Corner, Yoko Ono, Yasunao Tone, Charlotte Moorman, George Bretch, Pierre Mercure et Ben Patterson. Durant les années 1960, les soirées du groupe associé à Fluxus prennent souvent la forme de concerts organisés dans le loft de Maciunas dans le Soho à New York City (devenue aujourd'hui la Galerie Emily Harvey). La plupart des musiques conceptuelles sont interprétées à partir de compositions textuelles ou graphiques sans le recours à la notation musicale traditionnelle.

#### Musiqueslive-electronic
Une autre approche, davantage centrée sur l'utilisation d'instruments de musique électronique spécifiquement conçus pour des projets précis, regroupe des compositeurs, dont plusieurs sont associés à la compagnie de danse de Merce Cunningham dont John Cage est le directeur musical. Les compositeurs David Tudor, Gordon Mumma, Alvin Lucier, David Behrman, Robert Ashley, Pauline Oliveros interprètent des compositions de live-electronic dans le cadre de spectacles choréographiques ou interdisciplinaires. Les musiques produites par les compositeurs de ce mouvement ont eue une influence marquante sur différents courants de la musique psychédélique des années 1960, sur les courants plus alternatifs des musiques industrielles et bruitistes qui émergent en Europe, en Amérique du Nord et en Océanie vers le milieu des années 1970 (comme en témoigne la Nurse with Wound list) et sur les mouvements de la musique expérimentale électronique live des années 1990.

#### Musique minimaliste

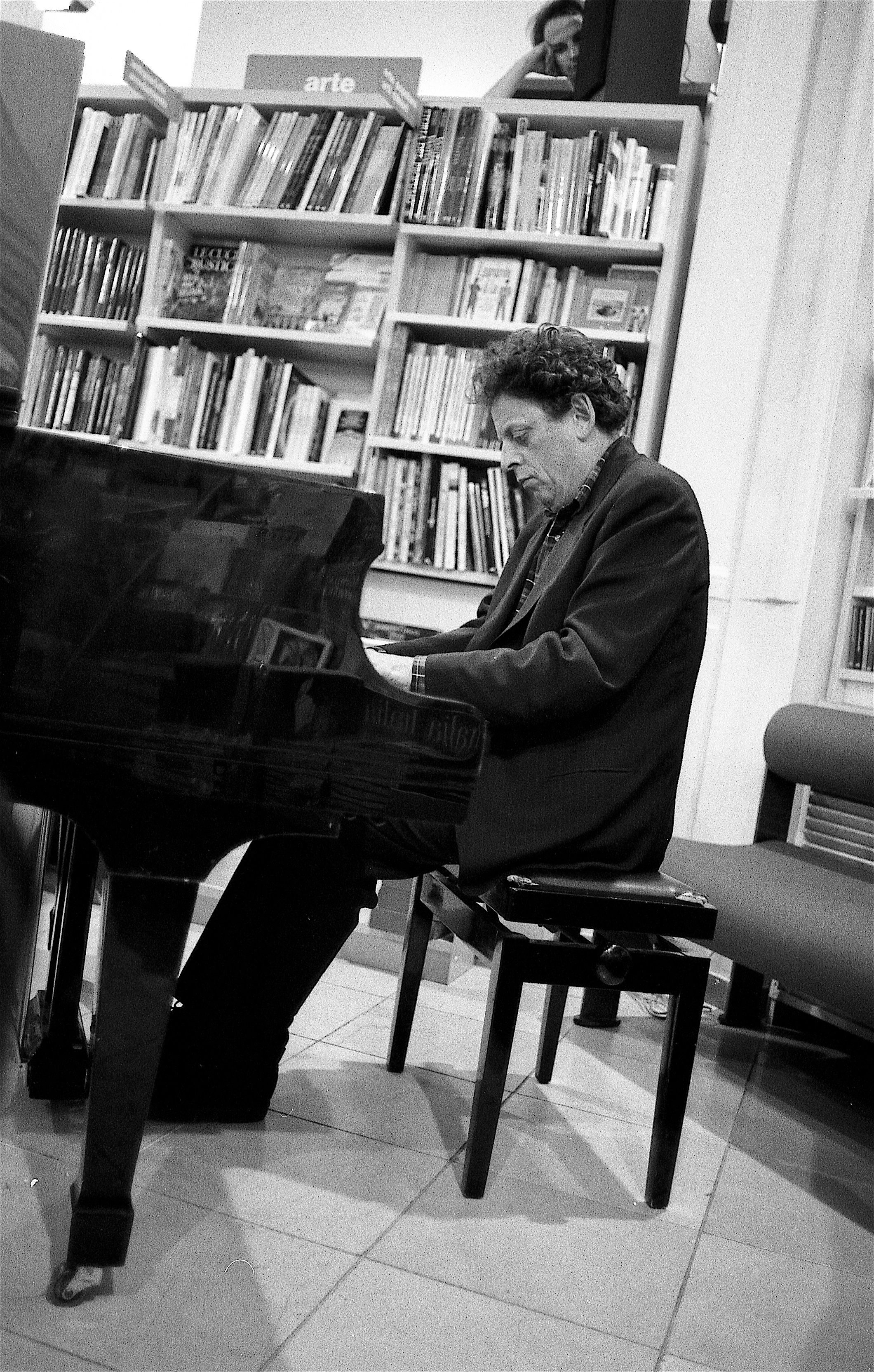
Philip Glass en 1993 à Florence.

Dans les années 1960, les compositeurs américains La Monte Young et Terry Riley, inspirés au départ par la démarche d'expérimentation de John Cage, les musiques extra-occidentales, ainsi que par le jazz, se détournent de l'ultra-complexité du sérialisme intégral. Ils inventent une musique dite minimaliste, faite de notes tenues longues et parcimonieuses, de longs silences, avec une absence de rythme et de mélodie. Ces quelques sons en évolution lente donnant une impression de stase.
Terry Riley, puis Steve Reich, et Philip Glass construisent ensuite une musique fondée sur la répétition de courts motifs musicaux, une pulsation régulière et un retour revendiqué à la musique tonale. In C (1964) de Terry Riley est l'œuvre séminale de ce courant, que l'on appelle aussi musique minimaliste et qui verra son apogée entre 1964 et 1976 avec les œuvres de Reich comme Piano Phase (1969), Drumming (1971) et surtout Music for 18 Musicians (1976) et de Glass comme Music in Twelve Parts (1974) ou l'opéra Einstein on the Beach (1976).
L'électronique et la musique sur bande vont jouer un rôle notable dans le développement de la musique minimaliste. La Monte Young, Terry Riley et Steve Reich en font usage notamment dans les musiques de phase, en utilisant les facilités du San Francisco Tape Music Center. La musique minimaliste se développe initialement loin des circuits traditionnels, les concerts se déroulant dans des galeries d'art, ou chez des particuliers, par exemple dans le loft de Yoko Ono. Les premiers concerts dans des salles de musique classique donneront lieu à des scandales dans les années 1970, avant d'acquérir une véritable popularité.
L'évolution de la musique minimaliste se confond ensuite avec la musique post-moderne. Un des représentants les plus doués, John Adams reprend certaines des caractéristiques du minimalisme, mais revient à des formes et une orchestration classiques, souvent avec humour et ironie.

## Courants musicaux

### Style colonial
La musique coloniale, ou « Early american music » est apparue dans les colonies d'Amérique du nord à partir du XVIIe siècle jusqu'à l'indépendance. Les musiques sont religieuses et profanes et le style se rapproche des musiques qui se jouaient en Europe à la même époque.
Les danses qui apparaissent au début du XVIIIe siècle reprennent les styles en vogue dans l'Europe classique et sont d'origine anglaise et française comme les menuets, les gavottes, les contredanses, les allemandes et les danses de campagne anglaise comme le cotillon dérivé de la contredanse française.

### Classicisme et néo-classicisme
Au XVIIIe siècle le classicisme ne s'impose pas aux États-Unis, aucun compositeur natif n'écrit une grande œuvre comparable à celles de Mozart ou Haydn. Le compositeur anglais Alexander Reinagle peut être considéré comme le principal représentant de ce courant par une musique aux influences de Carl Philipp Emmanuel Bach et Haydn. L'apport le plus original à la musique classique provenant des  États-Unis fut un instrument de musique aux sonorités étranges, l'harmonica de verre, inventé par Benjamin Franklin. Il connaîtra une grande vogue en Europe, et plusieurs compositeurs comme Gluck, Mozart ou Hasse, fascinés par sa sonorité, écrivent des pièces pour l'instrument.
Le néoclassicisme n'apparaît pas à la suite du classicisme mais plus d'un siècle plus tard sous l'influence de l'enseignement de Nadia Boulanger. Ce courant caractéristique de la musique américaine symphonique, est considéré comme académique voire grandiloquent, tel que l'on qualifia par exemple l'une des œuvres représentative la troisième symphonie d'Aaron Copland et sa célèbre Fanfare for the Common Man. Outre Copland, Virgil Thomson et Walter Piston en sont les autres représentants. D'autres compositeurs au style plus éclectique se sont aussi essayé à cette manière, comme Leonard Bernstein avec son opéra Candide.

### Romantisme et post-romantisme
De tous les courants musicaux le romantisme et ses continuations, le post-romantisme et le néo-romantisme, vont s'imposer pendant près d'un siècle aux États-Unis, témoignant d'une suprématie de l'esthétique germanique durant tout le XIXe siècle due en partie à la venue dans le pays de musicien allemands et autrichiens et au fait que plusieurs compositeurs américains étudièrent en Allemagne.
L'un des représentants principaux du romantisme fut le compositeur de symphonies John Knowles Paine, dont l'influence sur l'école de Boston fut à la base de l'école romantique américaine qui s'imposa en Nouvelle-Angleterre à la fin du XIXe siècle. La musique romantique américaine devait principalement son influence esthétique à la musique de Brahms, Daniel Gregory Mason écrivait en 1895 « Dieu merci,Wagner est mort et Brahms est vivant. ». Au début du XXe siècle même des compositeurs qui évolueront plus tard dans une voie moderne, commencèrent leur apprentissage musical sous l'égide du style romantique. Ce fut le cas de Charles Ives dont les premières productions dénotent une influence romantique comme dans sa première symphonie, ou ses lieder sur des poèmes allemands, du fait d'avoir étudié à Yale auprès d'Horatio Parker un des chefs de file de l'école de Boston.
Le post romantisme d'Howard Hanson et le neo-romantisme de Samuel Barber, sont des réactions contre le modernisme du XXe siècle et continuent la tradition germanique, en introduisant aussi d'autres influences comme celles de Jean Sibelius et Sergueï Rachmaninov compositeurs récemment découvert aux États-Unis au début du XXe siècle.

### Microtonalité
La musique microtonale connaît aux États-Unis plusieurs écoles et approches, dérivées de l'influence de musique traditionnelle américaine, de musique européenne ou orientale et extrême orientale. Les différentes musiques microtonales se classent en musique en quart de ton, en gamme naturelle ou en tempérament égal. Employant des instruments de musique classique, de musique traditionnelle, des instruments fabriqués spécialement pour cette musique ou d'instruments électroniques.
La musique micro-tonale apparaît avec Charles Ives, premier compositeur à employer un système d'écriture en quart de ton dans certaines de ses œuvres. Par exemple, ses Trois pièces pour piano en quart de ton sont écrites pour deux pianos dont l'un doit être accordé un quart de ton plus haut que le second, ou sa mélodie Like a Sick Eagle où le chanteur doit interpréter une mélodie en quart de ton.
Le premier compositeur à employer exclusivement l'écriture microtonale dans sa musique fut Harry Partch qui fabriqua des instruments spécialement conçus pour cet emploi.
Le Festival américain de musique microtonale (AFFM) fondé en 1981 par le compositeur Johnny Reinhard, présente et promeut les différentes approches des musiques microtonales contemporaines.

### Minimalisme
Les ingrédients habituels de la musique minimaliste sont au nombre de trois :
- un retour à une harmonie « consonante » (voire tonale, ou modale dans certaines œuvres) ;
- la répétition de phrases, figures ou cellules musicales avec ou sans petites variations graduelles ;
- une pulsation régulière.

Toutefois, le terme de minimaliste regroupe des musiques et des techniques très différentes. Encore inspirée par le sérialisme, la pièce de La Monte Young, Trio for Strings (1958), composée uniquement de sons tenus durant plusieurs minutes ouvre la voie vers le courant de drone et une musique favorisant la méditation. Fortement influencés par le jazz, Young et Terry Riley utilisent abondamment l'improvisation dans leurs pièces, et même des standards de jazz.
Steve Reich et Philip Glass rationalisent leurs méthodes de composition en générant leur musique à partir d'un processus, qui est lui-même suffisamment simple pour être audible par l'auditeur. Reich propose ce qu'il appelle le « phasing », tandis que Glass invente une méthode d'extension et de contraction de motifs musicaux élémentaires. Ces deux processus de génération font appel à de courts motifs musicaux (rythmiques et/ou harmoniques) répétés un grand nombre de fois, et combinés de diverses manières, en suivant une pulsation régulière.

## Institutions musicales

### Orchestres

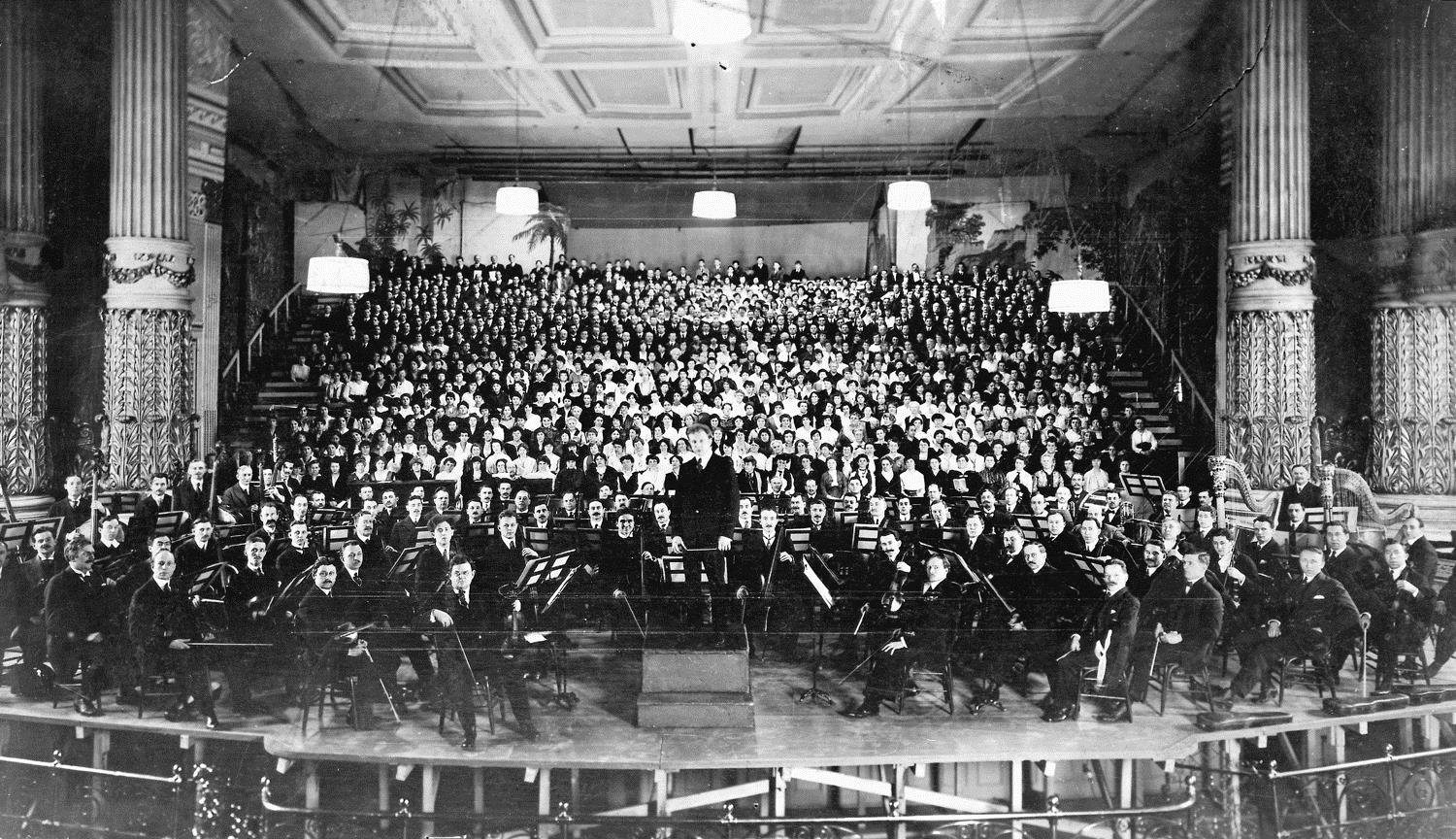
Leopold Stokowski à la tête de l'orchestre de Philadelphie en 1916 lors de la création américaine de la 8e symphonie de Gustav Mahler.

La vie musicale aux États-Unis se développe avec la fondation de plusieurs orchestres qui ont permis de promouvoir la musique classique européenne d'abord et américaine ensuite. Le premier orchestre fondé sur le territoire américain fut, en 1842, l'Orchestre philharmonique de New York fondé par Ureli Corelli Hill, la même année que le philharmonique de Vienne.
À New York se développèrent aussi des orchestres non permanents comme la Société symphonique de  Leopold Damrosch ancien directeur du philharmonique, ou l'orchestre de Theodore Thomas qui se produisait en tournée dans le territoire national avant que celui-ci ne fonde et dirige en 1891 l'Orchestre symphonique de Chicago.
À la différence de l'Europe dont les orchestres dépendaient des opéras financés par le pouvoir, les grands orchestres américains doivent leur développement au financement privé de mécènes et d'industriels américains. Le mécène Henry Lee Higginson fonda en 1883 l'Orchestre symphonique de Boston ; en 1891 l'homme d'affaires Charles Norman Fay finança l'Orchestre symphonique de Chicago.
Le rôle des musiciens européens, fut, jusqu'à la Première Guerre mondiale, un facteur déterminant dans le développement artistique de ces orchestres, dû en particulier à l'apport important d'immigrants allemands. Des musiciens berlinois fondèrent la société Germania, qui, de 1848 à 1854, promut la musique germanique aux États-Unis. Georges Liebert indique que l'influence germanique fut telle que la langue de répétition de presque tous les orchestres américains était l'allemand.